# Album al numero uno della classifica FIMI nel 2013
La presente lista elenca gli album che hanno raggiunto la prima posizione nella classifica settimanale italiana Album, stilata durante il 2013 dalla Federazione Industria Musicale Italiana, in collaborazione con la GfK Retail and Technology Italia.
| Settimana    | Settimana    | Album                                   | Artista               | Settimane consecutive | Settimane totali | Fonte  |
| Inizio       | Fine         | Album                                   | Artista               | Settimane consecutive | Settimane totali | Fonte  |
| ------------ | ------------ | --------------------------------------- | --------------------- | --------------------- | ---------------- | ------ |
| 31 dicembre  | 6 gennaio    | Backup - Lorenzo 1987-2012              | Jovanotti             | 4                     | 10               | [ 2 ]  |
| 7 gennaio    | 13 gennaio   | Backup - Lorenzo 1987-2012              | Jovanotti             | 4                     | 10               | [ 3 ]  |
| 14 gennaio   | 20 gennaio   | Inno                                    | Gianna Nannini        | 2                     | 2                | [ 4 ]  |
| 21 gennaio   | 27 gennaio   | Inno                                    | Gianna Nannini        | 2                     | 2                | [ 5 ]  |
| 28 gennaio   | 3 febbraio   | Sun                                     | Mario Biondi          | 1                     | 1                | [ 6 ]  |
| 4 febbraio   | 10 febbraio  | Guerra e pace                           | Fabri Fibra           | 1                     | 1                | [ 7 ]  |
| 11 febbraio  | 17 febbraio  | Gioia                                   | Modà                  | 3                     | 3                | [ 8 ]  |
| 18 febbraio  | 24 febbraio  | Gioia                                   | Modà                  | 3                     | 3                | [ 9 ]  |
| 25 febbraio  | 3 marzo      | Gioia                                   | Modà                  | 3                     | 3                | [ 10 ] |
| 4 marzo      | 10 marzo     | Sig. Brainwash - L'arte di accontentare | Fedez                 | 1                     | 1                | [ 11 ] |
| 11 marzo     | 17 marzo     | Amo                                     | Renato Zero           | 1                     | 1                | [ 12 ] |
| 18 marzo     | 24 marzo     | Pronto a correre                        | Marco Mengoni         | 1                     | 1                | [ 13 ] |
| 25 marzo     | 31 marzo     | Delta Machine                           | Depeche Mode          | 1                     | 1                | [ 14 ] |
| 1º aprile    | 7 aprile     | Midnite                                 | Salmo                 | 1                     | 1                | [ 15 ] |
| 8 aprile     | 14 aprile    | Schiena                                 | Emma                  | 4                     | 4                | [ 16 ] |
| 15 aprile    | 21 aprile    | Schiena                                 | Emma                  | 4                     | 4                | [ 17 ] |
| 22 aprile    | 28 aprile    | Schiena                                 | Emma                  | 4                     | 4                | [ 18 ] |
| 29 aprile    | 5 maggio     | Schiena                                 | Emma                  | 4                     | 4                | [ 19 ] |
| 6 maggio     | 12 maggio    | L'album biango                          | Elio e le Storie Tese | 1                     | 1                | [ 20 ] |
| 13 maggio    | 19 maggio    | Stecca                                  | Moreno                | 1                     | 8                | [ 21 ] |
| 20 maggio    | 26 maggio    | Random Access Memories                  | Daft Punk             | 1                     | 1                | [ 22 ] |
| 27 maggio    | 2 giugno     | Stecca                                  | Moreno                | 7                     | 8                | [ 23 ] |
| 3 giugno     | 9 giugno     | Stecca                                  | Moreno                | 7                     | 8                | [ 24 ] |
| 10 giugno    | 16 giugno    | Stecca                                  | Moreno                | 7                     | 8                | [ 25 ] |
| 17 giugno    | 23 giugno    | Stecca                                  | Moreno                | 7                     | 8                | [ 26 ] |
| 24 giugno    | 30 giugno    | Stecca                                  | Moreno                | 7                     | 8                | [ 27 ] |
| 1º luglio    | 7 luglio     | Stecca                                  | Moreno                | 7                     | 8                | [ 28 ] |
| 8 luglio     | 14 luglio    | Stecca                                  | Moreno                | 7                     | 8                | [ 29 ] |
| 15 luglio    | 21 luglio    | Max 20                                  | Max Pezzali           | 3                     | 3                | [ 30 ] |
| 22 luglio    | 28 luglio    | Max 20                                  | Max Pezzali           | 3                     | 3                | [ 31 ] |
| 29 luglio    | 4 agosto     | Max 20                                  | Max Pezzali           | 3                     | 3                | [ 32 ] |
| 5 agosto     | 11 agosto    | Backup 1987-2012 Il Best                | Jovanotti             | 5                     | 10               | [ 33 ] |
| 12 agosto    | 18 agosto    | Backup 1987-2012 Il Best                | Jovanotti             | 5                     | 10               | [ 34 ] |
| 19 agosto    | 25 agosto    | Backup 1987-2012 Il Best                | Jovanotti             | 5                     | 10               | [ 35 ] |
| 26 agosto    | 1º settembre | Backup 1987-2012 Il Best                | Jovanotti             | 5                     | 10               | [ 36 ] |
| 2 settembre  | 8 settembre  | Backup 1987-2012 Il Best                | Jovanotti             | 5                     | 10               | [ 37 ] |
| 9 settembre  | 15 settembre | Nuvola numero nove                      | Samuele Bersani       | 1                     | 1                | [ 38 ] |
| 16 settembre | 22 settembre | Déjà vu                                 | Negrita               | 1                     | 1                | [ 39 ] |
| 23 settembre | 29 settembre | Amore puro                              | Alessandra Amoroso    | 3                     | 3                | [ 40 ] |
| 30 settembre | 6 ottobre    | Amore puro                              | Alessandra Amoroso    | 3                     | 3                | [ 41 ] |
| 7 ottobre    | 13 ottobre   | Amore puro                              | Alessandra Amoroso    | 3                     | 3                | [ 42 ] |
| 14 ottobre   | 20 ottobre   | L'anima vola                            | Elisa                 | 1                     | 1                | [ 43 ] |
| 21 ottobre   | 27 ottobre   | Mercurio                                | Emis Killa            | 1                     | 1                | [ 44 ] |
| 28 ottobre   | 3 novembre   | Amo - Capitolo II                       | Renato Zero           | 1                     | 1                | [ 45 ] |
| 4 novembre   | 10 novembre  | Senza paura                             | Giorgia               | 1                     | 2                | [ 46 ] |
| 11 novembre  | 17 novembre  | 20 - The Greatest Hits                  | Laura Pausini         | 2                     | 2                | [ 47 ] |
| 18 novembre  | 24 novembre  | 20 - The Greatest Hits                  | Laura Pausini         | 2                     | 2                | [ 48 ] |
| 25 novembre  | 1º dicembre  | Mondovisione                            | Luciano Ligabue       | 7                     | 9                | [ 49 ] |
| 2 dicembre   | 8 dicembre   | Mondovisione                            | Luciano Ligabue       | 7                     | 9                | [ 50 ] |
| 9 dicembre   | 15 dicembre  | Mondovisione                            | Luciano Ligabue       | 7                     | 9                | [ 51 ] |
| 16 dicembre  | 22 dicembre  | Mondovisione                            | Luciano Ligabue       | 7                     | 9                | [ 52 ] |
| 23 dicembre  | 29 dicembre  | Mondovisione                            | Luciano Ligabue       | 7                     | 9                | [ 53 ] |

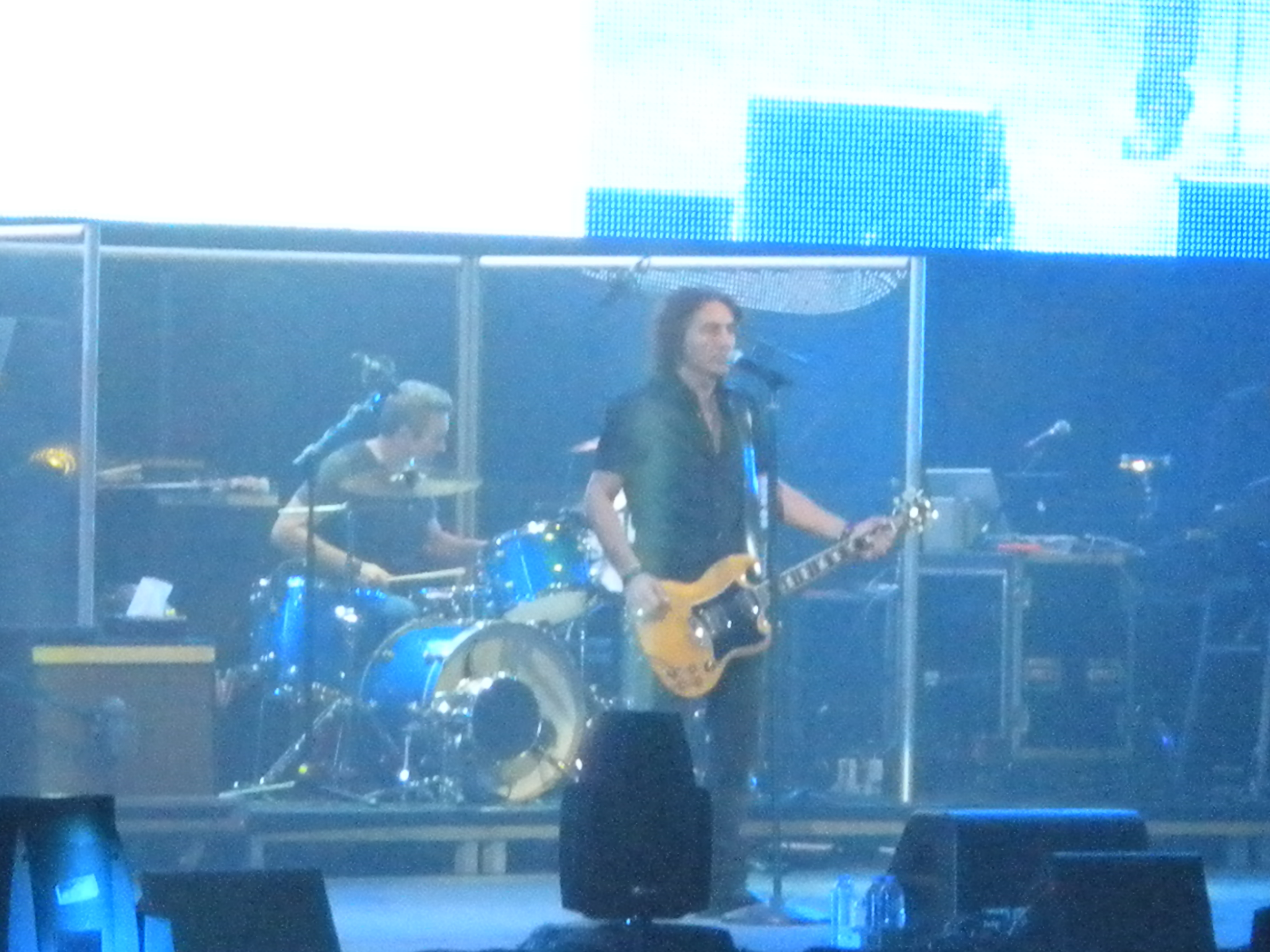
Mondovisione di Ligabue è l'album più venduto dell'anno.

L'album che nel 2013 ha passato più tempo in cima alla classifica di vendite è Stecca di Moreno (8 settimane non consecutive).